# Presidente interino

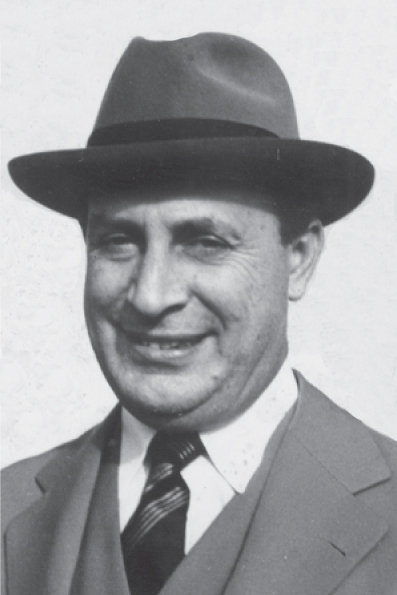
Ranieri Mazzilli foi presidente interino do Brasil em duas ocasiões por razão de vacância de poder.

O Presidente interino é uma pessoa que preenche temporariamente o cargo de presidente de uma organização ou de um país quando o presidente efetivo ou a ser efetivado não está disponível (por exemplo, se estiver licenciado, doente, ausente ou de férias), ou quando o cargo estiver vago (devido à morte, cassação ou renúncia) até que se estabeleça um ocupante em definitivo.

## Brasil

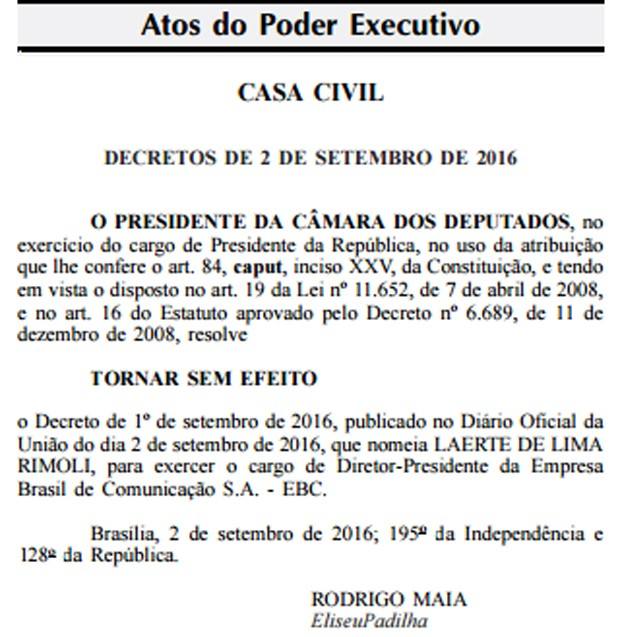
Um ato oficial de presidente interino em 2016.

Um caso relevante foi o de Delfim Moreira, vice de Rodrigues Alves durante as eleições de 1918, que assumiu a presidência em virtude do falecimento daquele em 1919 até que fossem convocadas novas eleições (a Constituição da época previa que o vice-presidente só assumiria definitivamente, caso o mandato do presidente fosse interrompido depois de dois anos de sua posse, ou seja, a metade de seu mandato). Presente na Galeria dos Presidentes, Ranieri Mazzilli foi presidente interino para suprir vazio de poder em dois períodos: 25 de agosto de 1961 até 7 de setembro de 1961 e 2 de abril de 1964 até 15 de abril de 1964.
Um dos exemplos mais recentes foi quando Rodrigo Pacheco, presidente do Senado, assumiu a Presidência interinamente por 2 dias, em razão de viagem internacional do então presidente Jair Bolsonaro, para a Cúpula das Américas. O cargo deveria ter sido passado a Hamilton Mourão, vice-presidente, mas por conta de uma viagem a Espanha não pode o exercer. Pela linha sucessória, o próximo seria o presidente da Câmara dos Deputados, Arthur Lira, mas este acompanhava Bolsonaro.